# Ghigi
A equipa Ghigi foi um equipa de ciclismo italiana, de ciclismo de estrada que competiu entre 1958 e 1962. Estava dirigido pelo ex-ciclista Luciano Pezzi. O seu principal patrocinador era o fabricante de massas Ghigi.

## Principais resultados
- Através de Flandres: Willy Vannitsen (1958)
- Giro de Toscana: André Vlayen (1958)
- Flecha de Heist: André Vlayen (1958), Leopold Schaeken (1959)
- Coppa Cicogna: Idrio Bui (1958), Livio Trapè (1961)
- Coppa Sabatini: Rino Benedetti (1959)
- Giro de Campania: Rino Benedetti (1959), Livio Trapè (1961)
- Giro del Veneto: Rino Benedetti (1959), Angelino Soler (1962)
- Coppa Collecchio: Guido Carlesi (1959)
- Giro dos Abruzzos: Mario Zanchi (1961)
- Copa Sels: Jos Hoevenaers (1961)
- Giro de Reggio Calabria: Luigi Sarti (1962)
- Giro da Romagna: Diego Ronchini (1962)
- Troféu Matteotti: Pierino Baffi (1962)
- Coppa Bernocchi: Pierino Baffi (1962)
- Milão-Mantua: Pierino Baffi (1962)
- Milão-Vignola: Vendramino Bariviera (1962)

### Às grandes voltas
- Giro d'Italia
  - 5 participações (1958, 1959, 1960, 1961, 1962)
  - 5 vitórias de etapa:
    - 1 em 1958: Willy Vannitsen
    - 1 em 1959: Rino Benedetti
    - 3 em 1962: Angelino Soler (3)

  - 0 classificação finais:
  - 1 classificação secundária:
    - Grande Prêmio da montanha: Angelino Soler (1962)

- Tour de France
  - 1 participação (1962)
  - 1 vitória de etapa:
    - 1 em 1962: Mario Minieri

- Volta a Espanha
  - 0 participações